# Stigsjö kyrka
Stigsjö kyrka är en kyrkobyggnad i Stigsjö i Härnösands stift. Den är församlingskyrka i Stigsjö församling.

## Kyrkobyggnaden
På samma plats där nuvarande kyrka finns har två äldre kyrkor funnits. Den första kända kyrkan, en träkyrka, brann ned efter ett åsknedslag 1559. En ny kyrkobyggnad uppfördes 1560 men blev snabbt för liten och den förlängdes därför år 1685. Nuvarande stenkyrka uppfördes 1785-1786 under ledning av Pehr Hagmansson. Kyrkorummets tak har tunnvalv.

## Inventarier
- Altaruppsatsen med kors, svepduk och törnekrona är gjord av Johan Edler d.ä.
- Nattvardskärlet är troligen av tyskt ursprung.
- En målning från 1700-talet har motivet: "Synderskan i farisén Simons hus" (Lukas 7:36-50).

### Webbkällor
- Reseguiden[död länk]
- Wikimedia Commons har media som rör Stigsjö kyrka.